# Austraeolis catina
Austraeolis catina är en snäckart som beskrevs av Ev. Marcus och Er. Marcus 1967. Austraeolis catina ingår i släktet Austraeolis och familjen Facelinidae. Inga underarter finns listade i Catalogue of Life.